# Wizard Motor
Die Wizard Motor Company war ein US-amerikanischer Motoren- und Automobilhersteller in Indianapolis (Indiana).

## Beschreibung
Das Unternehmen wurde von P. S. Florea, O. C. Forbes und E. H. Habig geführt. Es stellte von 1913 bis 1914 Ottomotoren her. Es waren V2-Motoren mit Luftkühlung. Die Leistung war mit 9 bhp (6,6 kW) Leistung angegeben. Abnehmer sollten Hersteller von Cyclecars sein. Dieser Motor war mit 160 US-Dollar relativ teuer.
Im Januar 1914 beschloss das Unternehmen, selber Cyclecars herzustellen. Das Kapital wurde zu diesem Zweck auf 50.000 Dollar aufgestockt. Der Motor hatte 85,725 mm Zylinderbohrung und 98,425 mm Kolbenhub. Das ergab 1136 cm³ Hubraum. Damit war das Hubraumlimit für Cyclecars überschritten.
1917 war noch ein Fahrzeug in Kalifornien registriert. Es trug die Seriennummer DL 3. Eine Quelle sieht das als Hinweis, dass mindestens drei Fahrzeuge entstanden.